# Красное Озеро (Новосибирская область)
Красное Озеро — исчезнувшая деревня в Болотнинском районе Новосибирской области. На момент упразднения входила в состав Байкальского сельсовета. Исключена из учётных данных в 1981 году.

## География
Располагалась у одноименного озера в так называемой Чебулинской лесной даче, в 10 км к северу от деревни Байкал.

## История
Посёлок Красно-Озерный был основан в 1926 г. В 1926 году состоял из 12 хозяйств. В административном отношении входил в состав Смирновского сельсовета Ояшинского района Новосибирского округа Сибирского края.
Решением Новосибирского облисполкома от 09.02.1981 г. № 69 деревня исключена из учётных данных как фактически не существующая.

## Население
По переписи 1926 г. в посёлке проживало 70 человек (35 мужчин и 35 женщин), основное население — русские.